# Línea 105 (Buenos Aires)
La línea 105 es una línea de colectivos del Área Metropolitana de Buenos Aires. Une el barrio de San Nicolás con el Partido de Tres de Febrero a través de dos ramales: el ramal Golf que une directamente la estación de Sáenz Peña con la esquina de Urquiza y senador Benito Ferro (frente al Golf), y el ramal hacia Caseros, que pasa por las vías cercana a la estación mencionada, la Estación Santos Lugares, la Basílica de Lourdes y al estadio de Caseros.

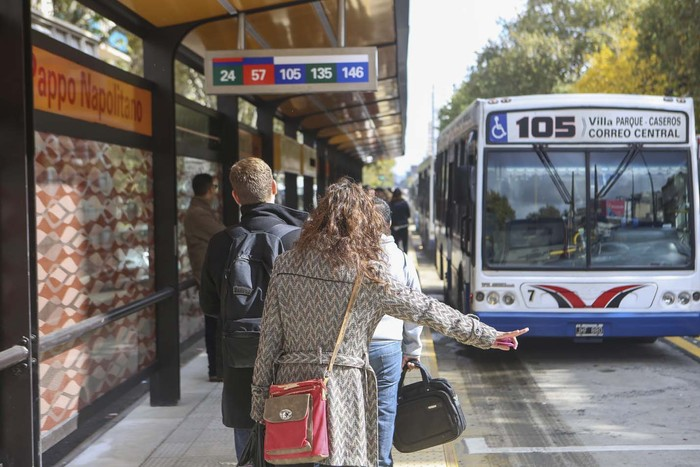
Pasajeros de la línea 105 en la parada Pappo Napolitano del Metrobús.

La empresa operadora de la línea es Transporte América S.A.C.I.
La oficina de administración se encuentra en Sáenz Peña, Tres de Febrero.

## Recorridos que realiza

### Ramal Santos Lugares

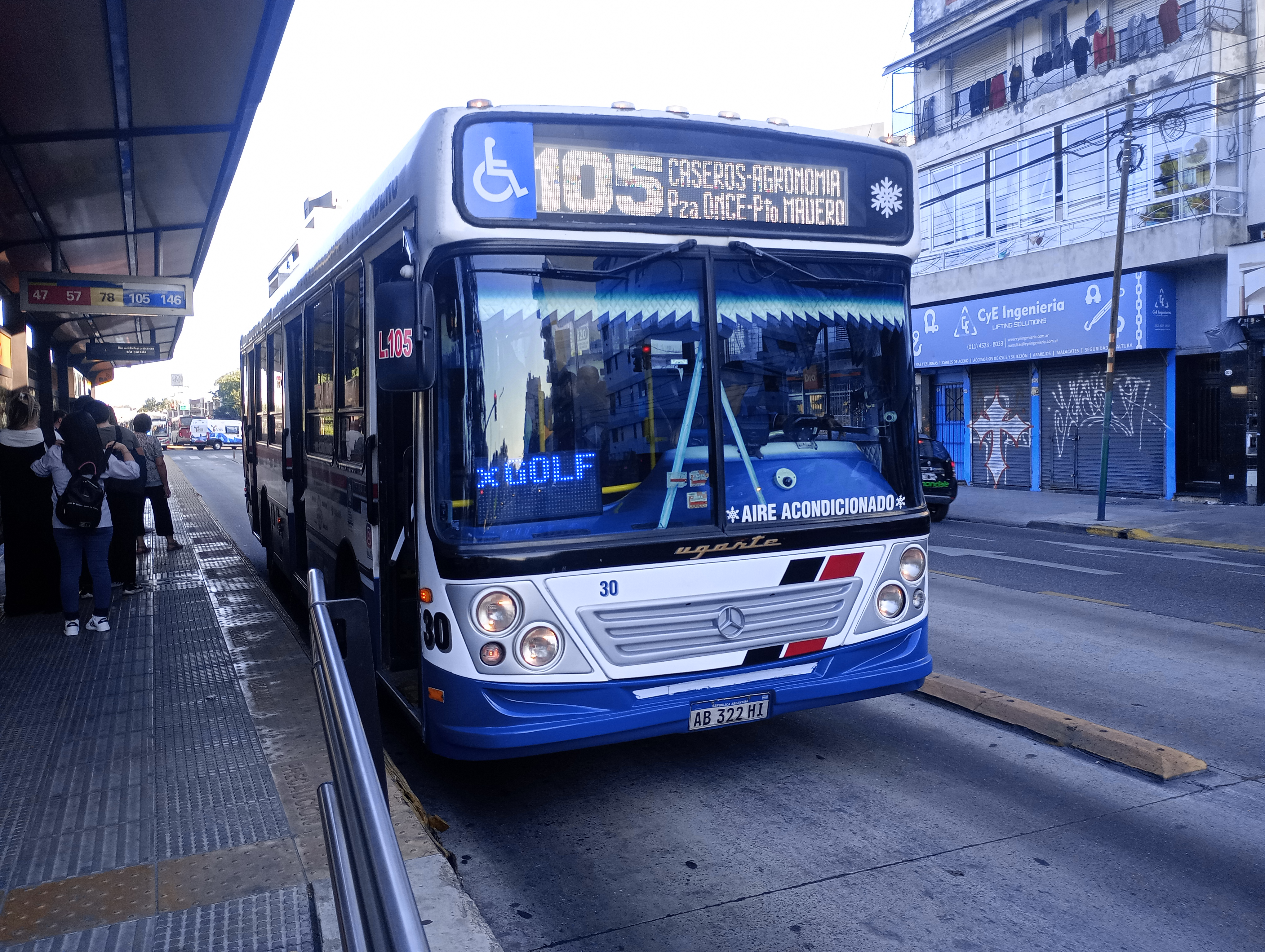
Un Ugarte Europeo IV MB OH1621L sb. en la parada Empedrado del Metrobus de Avenida San Martin.

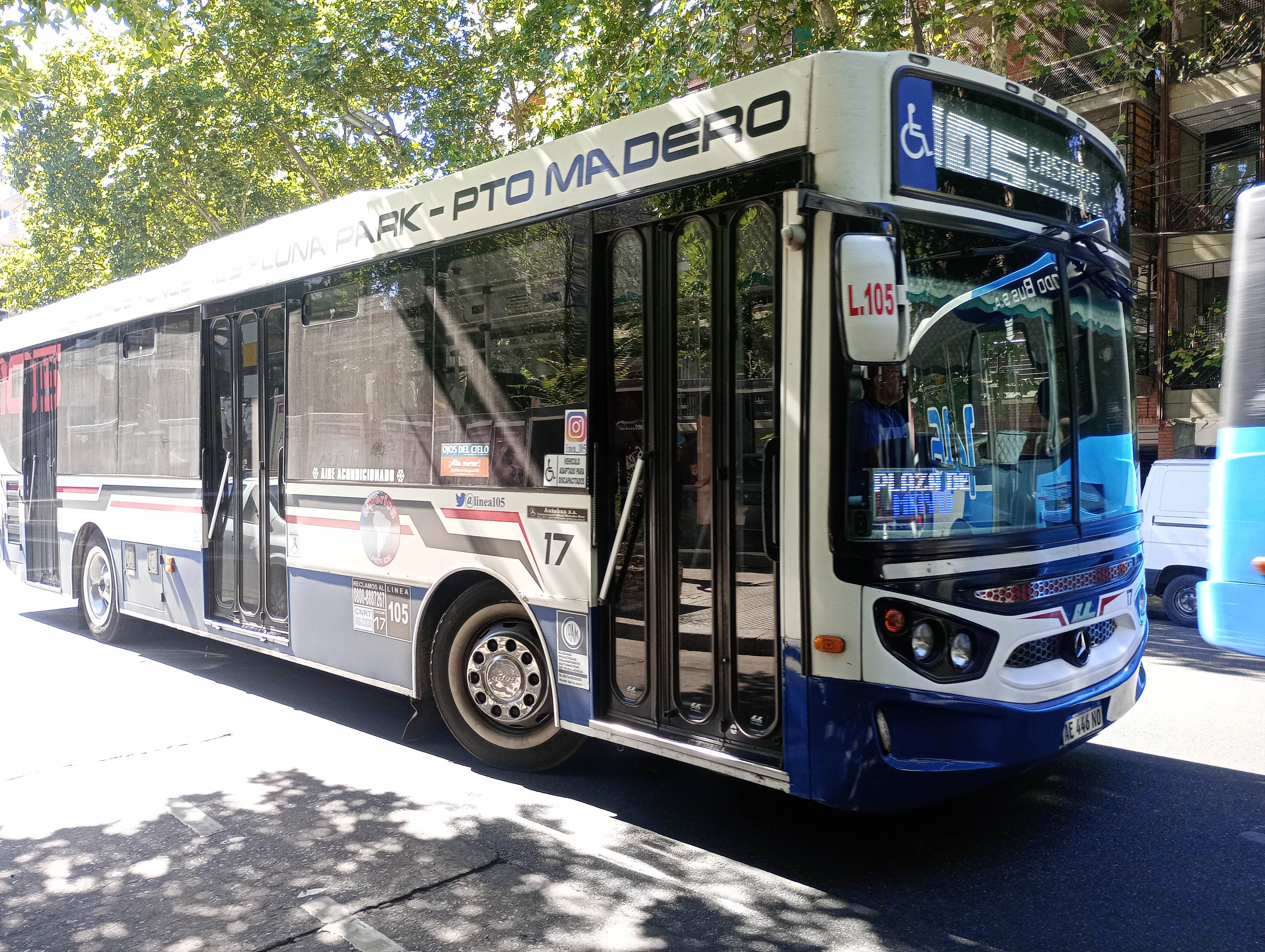
Un Ugarte Europeo V MB OH1621L sb. circulando por la Avenida Diaz Velez.

- Ida: Tte. Gral. Juan D. Perón, Av. Leandro N. Alem, Av. Rivadavia, Bolívar, Av. de Mayo, Av. Rivadavia, Gascón, Potosí, Estivao, Av. Patricias Argentinas, Av. Diaz Vélez, Leopoldo Marechal, Av. Patricias Argentinas, Av. Ángel Gallardo, Av. San Martín, Navarro, Campana, Asunción, Gualeguaychú, Av. Lincoln, José Cubas, Segurola, Av. Gral. Mosconi, Colectora Gral. Paz Oeste, Av. América, Florentino Ameghino, Manuel Estrada, Av. La Plata, Padre Silberman, Dante, Julio Perdiguero, Nicaragua, PBN Pres. Néstor C. Kirchner, Lisandro de la Torre, Gral. Manuel Belgrano, Gral. Gregorio Araoz de Lamadrid, Hipólito Bouchard, Bélgica, Justo José de Urquiza (hasta Senador Benito Fierro)

- Regreso: Justo José de Urquiza, Av. Libertador San Martín, Manuel Bermúdez, A. Williams, Manuel Bermúdez, Almafuerte, Pio XII, Dr. Atilio Carbone, Roberto Lage, Roque Sáenz Peña, Av. América, Benito Lynch, Colectora Gral. Paz, Vallejos, Sanabria, Nueva York, Av. San Martín, Av. Diaz Vélez, Av. Medrano, Bartolomé Mitre, Av. Pres. Roque Sáenz Peña, Bolívar, Hipólito Yrigoyen, Av. La Rábida, Av. Leandro N. Alem, Tte. Gral. Juan D. Perón

#### Principales puntos del itinerario:
- Bouchard y Av. Corrientes (Subte B, estación "Leandro N. Alem") y Correo Central.
- Avenida Rivadavia y calle Balcarce, Plaza de Mayo. Estaciones de subte: Subte A, estación "Plaza de Mayo"; Subte D, estación "Catedral"; Subte E: estación "Bolívar".
- Av. de Mayo y calle Bolívar: Subte A, estación "Perú".
- Av. de Mayo y calle Piedras: Subte A, estación "Piedras".
- Av. de Mayo y calle Bernando Irigoyen: Subte A, estación "Avenida de Mayo".
- Av. de Mayo y calle Lima: Subte A, estación "Lima".
- Av. de Mayo y calle Uruguay: Subte A, estación "Sáenz Peña".
- Av. Rivadavia y Avenida Callao: Congreso de la Nación Argentina y Subte A, estación "Congreso".
- Av. Rivadavia y calle Pte. José Uriburu: Subte A, estación "Pasco".
- Av. Rivadavia y calle Azcuénaga: Subte A, estación "Alberti".
- Av. Rivadavia y Avenida Pueyrredón: Plaza Miserere; Subte A, estación "Plaza Miserere"; Subte H, estación "Once"; y (Ferrocarril Domingo Faustino Sarmiento, estación "Estación Once de Septiembre").
- Av. Rivadavia y calle Sánchez de Bustamante: Subte A, estación "Loria".
- Av. Rivadavia y Avenida Medrano: Subte A, estación "Castro Barros".
- Calle Gascón y calle Potosí: Hospital Italiano.
- Calle Estivao y Avenida Patricias Argentinas: Parque Centenario; Hospital Curie.
- Avenida Díaz Vélez y calle Leopoldo Marechal: Hospital Durand.
- Avenida San Martín y Avenida Chorroarín: Facultad de Agronomía.
- Avenida San Martín y calle Tinogasta: Club Comunicaciones de Buenos Aires.
- Avenida San Martín y Avenida Francisco Beiró: Instituto de Medicina Experimental Ángel Roffo.
- Avenida San Martín y calle Asunción: Ferrocarril General Urquiza, estación "El Libertador".
- Calle Asunción y calle Chivilcoy: Hospital Zubizarreta.
- Calle Asunción y calle Fernández de Enciso: Ferrocarril General San Martín, estación "Devoto".
- Calle Gutenberg y Avenida General Paz: Ferrocarril General Urquiza, estación "Lynch".
- Avenida América y calle Sáenz Peña: Ferrocarril General San Martín, estación "Sáenz Peña".
- Calle Ameghino y calle Estrada: Ferrocarril General Urquiza, estación "Fernández Moreno".
- Calle Estrada y Avenida La Plata: Ferrocarril General San Martín, estación "Santos Lugares".
- Avenida La Plata y calle Rodríguez Peña: Iglesia Nuestra Señora de Lourdes.
- Calle Urquiza y calle Lisandro de la Torre: Club Estudiantes de Buenos Aires.

### Ramal Golf
IDA: por el recorrido troncal hasta Avenida América, Ameghino, Dr. Springolo, Roque Sáenz Peña, Gral. Las Heras, Chile, Av. Lope de Vega, Senador Benito Ferro hasta Av. Gral Urquiza.
REGRESO: Por Senador Benito Ferro, Avellaneda, San Pedro, Gral. Las Heras, Roque Sáenz Peña, Avenida América continuando por el recorrido troncal
Recorrido similar al anterior, se desvía en la estación "Sáenz Peña", pasando por Golf Club General San Martín.

## Otros datos de interés
- Esta línea utiliza el sistema de gestión y control llamado "Ojos del Cielo", que tiene varios usos como controlar el recorrido, los horarios, la frecuencia y el estado de las unidades, el usuario puede chequearlo a través de Internet o por telefonía móvil con conexión a Internet.[3]
- En el año 2021, la línea 105 incorporó al servicio al renovado coche 12, un Ugarte Europeo 1621 que se diferencia del resto por tener el corte de pintura que se usaba en los primeros años de la empresa. En su interior se pueden encontrar fotos de los fundadores de la línea, los diferentes coches que tuvo a lo largo de los años, una boleta y chivera de la época y una serie de filetes.

## Mapa
| Ramal Santos Lugares | Desvío Golf |
| -------------------- | ----------- |
|                      |             |

## Sitios de interés

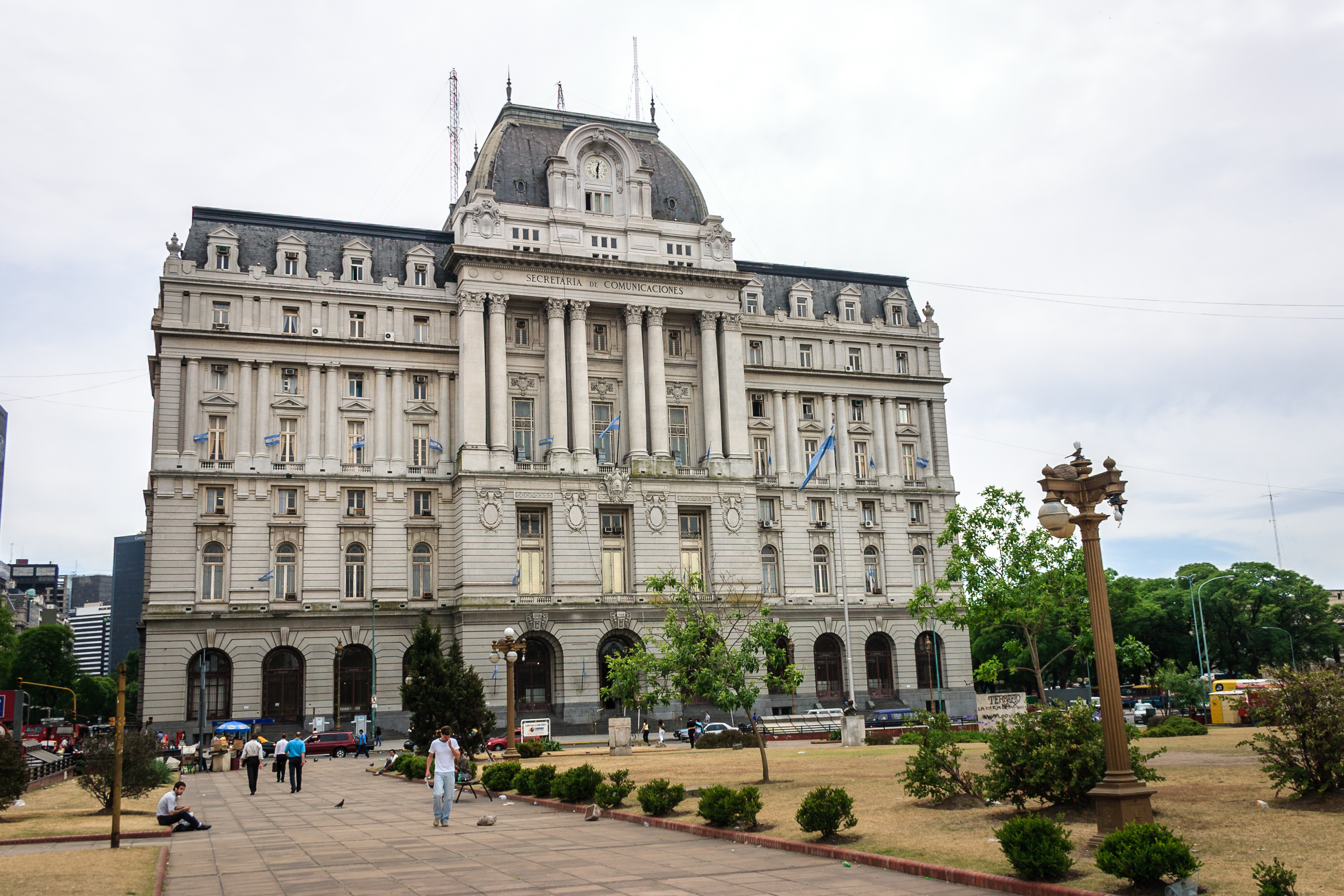
Correo Central.
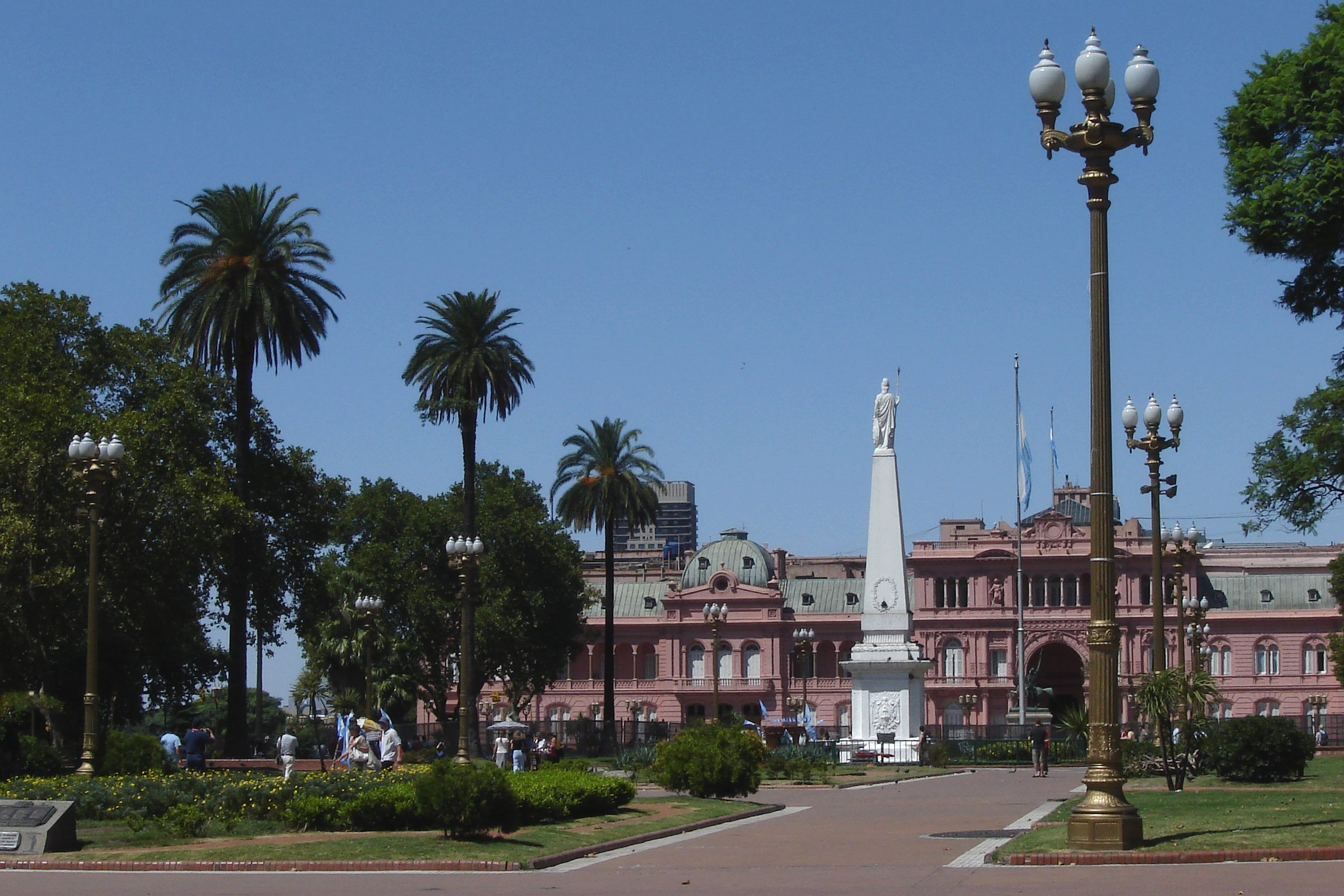
Plaza de Mayo.
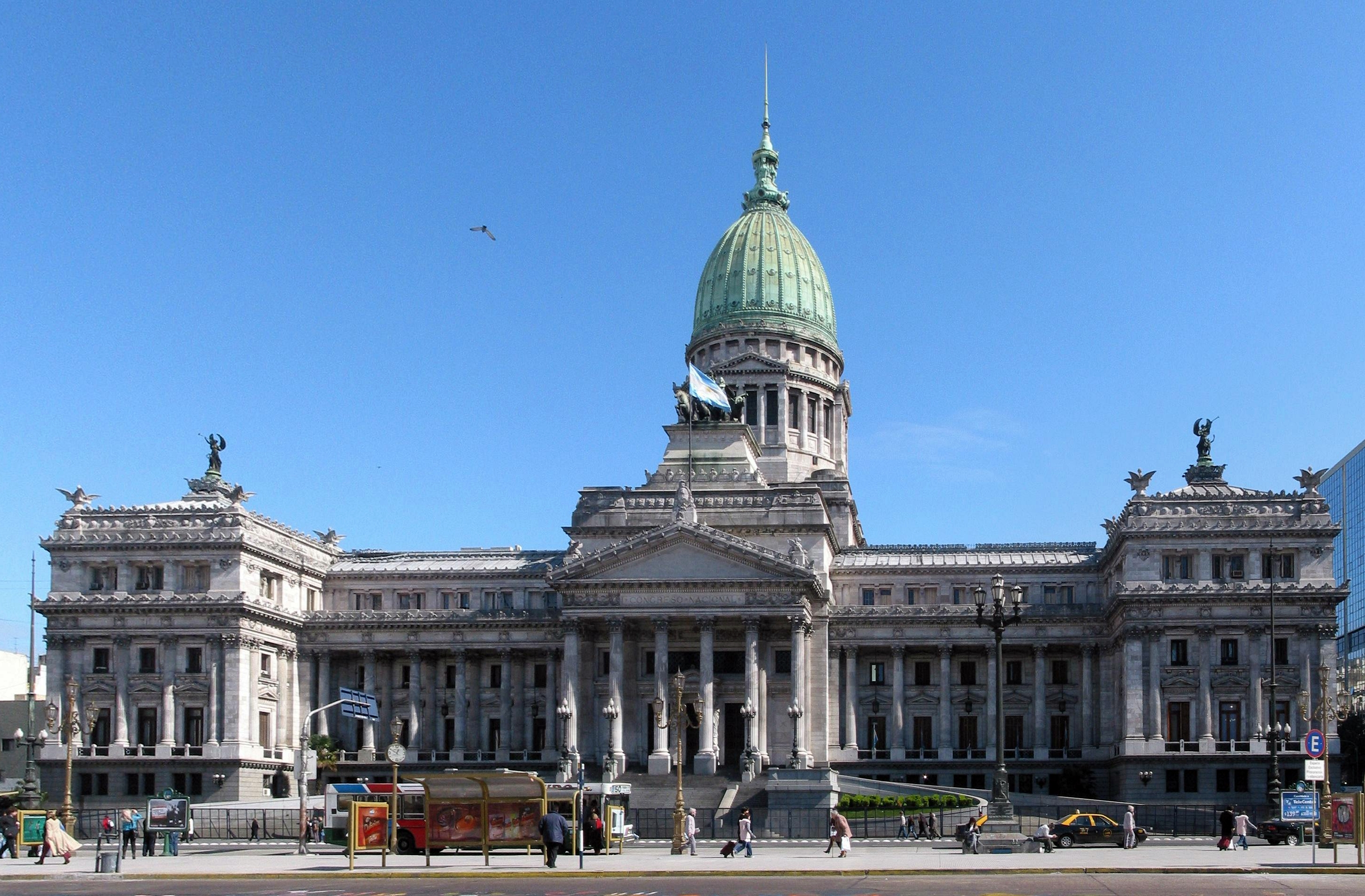
Congreso de la Nación Argentina.
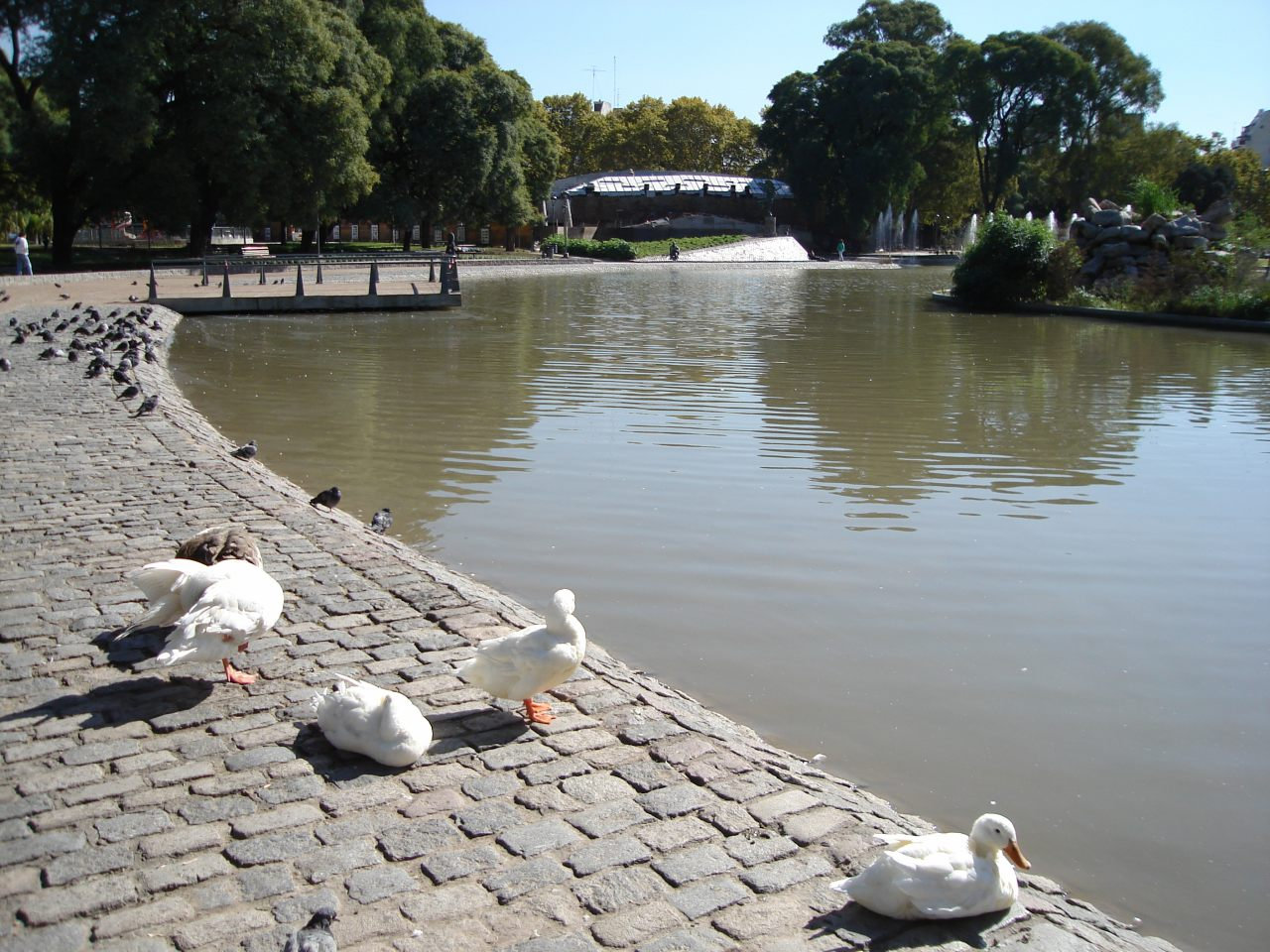
Parque Centenario.
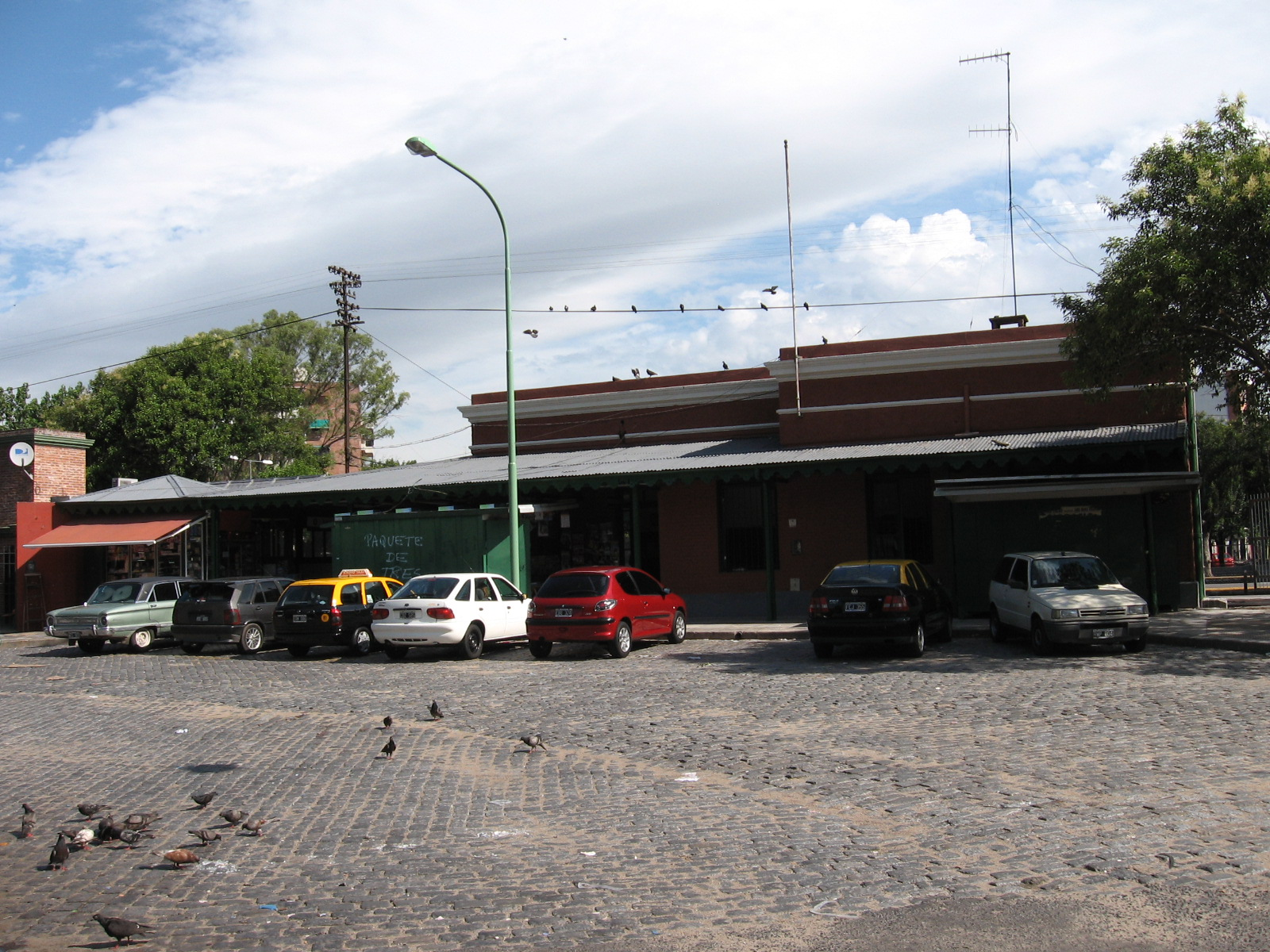
Estación Devoto.